# Madraza Loukach
La madraza Loukach, es una madraza convertida en museo situada en la medina de Tetuán, Marruecos. Fue construida en 1758.

## Historia
Fue construida en 1758 por el caíd Omar Loukach por orden del sultán alauí Mohammed ben Abdallah para servir de pensión a los estudiantes que venían de las regiones circundantes para estudiar teología en la medina de Tetuán.
Tras ser cerrada en los años 1980, la madraza fue rehabilitada y transformada en un museo que recorre el patrimonio religioso de la medina de Tetuán y expone diversos objetos históricos y artículos relacionados con la vida religiosa y la educación tradicional. El proyecto fue encargado al estudio de arquitectura AAMIAR Mohammed Anass. El museo fue inaugurado por el rey Mohamed VI en 2011.